# لوکا بابینی
لوکا بابینی (انگلیسی: Luca Babbini؛ زادهٔ ۲۲ ژانویهٔ ۱۹۸۸) بازیکن فوتبال اهل ایتالیا است.
از باشگاه‌هایی که در آن بازی کرده‌است می‌توان به باشگاه فوتبال اسپتزیا اشاره کرد.